# Fuerzas Nacionales de Liberación de Burundi
Las Fuerzas Nacionales de Liberación (en francés: Forces nationales de libération, FNL), anteriormente Partido para la Liberación del Pueblo Hutu (sigla PALIPEHUTU, el acrónimo de su nombre en francés Parti pour la libération du peuple hutu) es un partido político y antiguo grupo rebelde en Burundi, que luchó en la guerra civil de Burundi como parte de la etnia hutu.
El brazo armado del PALIPEHUTU eran las Fuerzas Nacionales de Liberación (FNL). El FNL es dirigido por Agathon Rwasa y se estima que tiene alrededor de 3.000 combatientes. Un ala disidente está dirigido por Jean Bosco Sindayigaya.

## Historia

### Formación
PALIPEHUTU fue fundada en 1980 en los campos de refugiados en Tanzania, donde los hutus habían huido tras persecución por parte del gobierno liderado por los tutsis. El PALIPEHUTU abogó por la lucha armada y estableció su brazo armado, las FNL, en 1985. El Frente de Liberación Nacional (FROLINA) se separó del PALIPEHUTU en 1990, y el ala armada PALIPEHUTU-FNL, liderado por Cossan Kabura se separó de la rama política del PALIPEHUTU en 1991. El ala política del PALIPEHUTU pasó a llamarse Partido para la Liberación dl Pueblo-Agakiza y está dirigido por Etienne Karatasi. En 2002 PALIPEHUTU-FNL se dividió en dos facciones, uno liderado por Kabura y uno por Agathon Rwasa.
En general, el apoyo del PALIPEHUTU proviene más de la región central de la provincia de Muramvya y el lago Tanganyika, mientras que el apoyo al principal partido político hutu CNDD-FDD proviene de la región sur de la provincia de Bururi.

### Guerra civil
Durante la guerra civil de Burundi, PALIPEHUTU-FNL estuvo relacionado con el asesinato del Monseñor Michael Courtney, el principal representante de la Iglesia católica en Burundi, la masacre Titanic Express y la masacre de Gatumba, en el que murieron más de 150 refugiados congoleños banyamulenges.
PALIPEHUTU también luchó en la segunda guerra del Congo junto al ejército congoleño, el Ejército para la Liberación de Ruanda y los Mai-Mai contra el ejército de Burundi.
Después de la masacre de Gatumba, la Iniciativa de Paz de los Grandes Lagos declaró al PALIPEHUTU-FNL como una organización terrorista, y el presidente de Sudáfrica, Thabo Mbeki pidió a la Corte Penal Internacional su juzgamiento.
El 15 de mayo de 2009, UNICEF informó que 136 ex niños soldados del FNL regresaron a sus comunidades en Burundi.

### Partido político
PALIPEHUTU-FNL fue el último grupo rebelde hutu a firmar un acuerdo y el alto el fuego con el gobierno de Burundi, haciéndolo en septiembre de 2006.
Otros acuerdos condujeron a un acuerdo final en diciembre de 2008, según la cual también cambió su nombre eliminando PALIPEHUTU para dejar sólo FNL como su nombre, ya que los partidos políticos de Burundi no pueden hacer referencia a grupos étnicos en sus nombres.
Entre 2002 y 2008, la organización Llamamiento de Ginebra involucró tanto al CNDD-FDD y como al PALIPEHUTU-FNL en la prohibición de las minas antipersonales. Aunque el grupo no firmó una Escritura de Compromiso con la organización, en 2006 su líder denunció el uso de las minas antipersonales y manifestó su determinación de colaborar en la lucha contra las minas.
Rwasa, principal líder del partido, se convirtió en el principal líder opositor durante la crisis política en Burundi de 2015. En las elecciones presidenciales de Burundi de 2015 quedó en segundo lugar con el 19 % de los votos luego de formar una alianza con ocho partidos opositores al gobierno del CNDD-FDD. Desde fines de julio de 2015, se desempeña como vicepresidente de la Asamblea Nacional de Burundi.

## Símbolos

Bandera del partido.

El emblema del partido está conformado por un arco tendido y una flecha colocada entre una azada y un martillo. La bandera del partido es de color rojo con el emblema en el centro con fondo verde y figuras en negro. El rojo simboliza el sufrimiento de la población de Burundi. El arco tendido y la flecha simbolizan la lucha por los derechos y libertades fundamentales. La azada y el martillo, que convergen en la parte inferior, simbolizan el compromiso en la unidad para el desarrollo agrícola e industrial, respectivamente. El verde simboliza la esperanza de establecer la paz, la justicia y la democracia en Burundi.